# Miguel Fernandes
Miguel Antônio Fernandes (Caculé, 6 de junho de 1915 - 6 de novembro de 1966) foi um político brasileiro. Por duas vezes, foi prefeito de Caculé e deputado estadual constituinte. Como prefeito, atuou na construção do edifício da prefeitura e dos correios, dentre outros.